# Graptodytes ignotus
Graptodytes ignotus là một loài bọ cánh cứng trong họ Bọ nước. Loài này được Mulsant & Rey miêu tả khoa học năm 1861.